# Матка (Румунія)
Матка (рум. Matca) — комуна у повіті Галац в Румунії. До складу комуни входить єдине село Матка.
Комуна розташована на відстані 194 км на північний схід від Бухареста, 61 км на північний захід від Галаца, 144 км на південь від Ясс.

## Населення
За даними перепису населення 2002 року у комуні проживали 11 797 осіб.
Національний склад населення комуни:
| Національність | Кількість осіб | Відсоток |
| -------------- | -------------- | -------- |
| румуни         | 11794          | > 99,9%  |
| угорці         | 1              | < 0,1%   |
| німці          | 1              | < 0,1%   |

Рідною мовою назвали:
| Мова      | Кількість осіб | Відсоток |
| --------- | -------------- | -------- |
| румунська | 11796          | > 99,9%  |
| угорська  | 1              | < 0,1%   |

Склад населення комуни за віросповіданням:
| Релігія       | Кількість осіб | Відсоток |
| ------------- | -------------- | -------- |
| православні   | 10821          | 91,7%    |
| адвентисти    | 969            | 8,2%     |
| не релігійні  | 4              | < 0,1%   |
| римо-католики | 1              | < 0,1%   |
| реформати     | 1              | < 0,1%   |

## Зовнішні посилання
- Дані про комуну Матка на сайті Ghidul Primăriilor [Архівовано 8 жовтня 2012 у Wayback Machine.]